# Mustafa Czokaj
Mustafa Czokaj, Mustafa Czokajew, Mustafa Çokay, kaz. Мұстафа Шоқайұлы, ros. Мустафа Шокай (ur. 25 grudnia 1890 w Kyzyłorda na terenie obecnego Kazachstanu, zm. 27 grudnia 1941 w Berlinie) – turkiestański działacz narodowy, prezydent Tymczasowego Rządu Autonomicznego Turkiestanu, publicysta i wydawca, emigrant polityczny, przewodniczący Turkiestańskiego Zjednoczenia Narodowego.

## Życiorys
Pochodził z arystokratycznego rodu Czokaj-ogly. Studiował prawo na Uniwersytecie w Petersburgu. W latach 1913–1917 był sekretarzem frakcji muzułmańskiej w IV Dumie (rosyjskim parlamencie). Po rewolucji lutowej 1917 r. współzakładał partię Shura-i-Islamiya (Muzułmańska Rada). Po rewolcie w Kokandzie w tym samym roku został wybrany przez nadzwyczajny kongres muzułmanów Turkiestanu prezydentem Tymczasowego Rządu Autonomicznego Turkiestanu. Kiedy został on obalony przez bolszewików, M. Czokaj prowadził działalność antykomunistyczną w Ufie (1918) i Gruzji (1919). Po zajęciu Gruzji przez bolszewików w 1921 r., udał się na emigrację do Turcji. Następnie zamieszkał we Francji, a pod koniec lat 20. w Niemczech. Jako działacz antykomunistyczny uzyskał w 1929 r. zgodę na wydawanie w Berlinie turkmeńskiego pisma narodowego „Yash Türkistan” („Młody Turkiestan”). Był to organ prasowy Narodowej Obrony Turkiestanu. Mustafa Czokaj przewodniczył emigracyjnemu Turkiestańskiemu Zjednoczeniu Narodowemu. Ponadto był autorem licznych artykułów dotyczących historii Środkowej Azji i narodowego ruchu turkiestańskiego. Związał się też z ruchem prometejskim, zostając redaktorem pisma „Prometeusz”, organu Narodowej Obrony Narodów Kaukazu, Ukrainy i Turkiestanu. Podczas II wojny światowej podjął kolaborację z Niemcami. Zaangażował się w tworzenie i organizację Legionów Turkiestańskich, dającego – jego zdaniem – możliwość walki o niezależny Turkiestan. Był to też sposób na uratowanie jeńców przed śmiercią w obozach. W tym celu we wrześniu i listopadzie 1941 r. wizytował obozy jenieckie dla żołnierzy Armii Czerwonej, aby wyciągnąć z nich ochotników pochodzących z obszarów Azji Środkowej. Zmarł pod koniec 1941 r. w Berlinie w niewyjaśnionych okolicznościach. Prawdopodobnie zaraził się tyfusem w czasie wizyt w obozach jenieckich.